# Escut d'Avià
L'escut oficial d'Avià té el següent blasonament:
Escut caironat: d'atzur, una espasa i un bàcul de bisbe d'or passats en sautor, l'espasa en banda i per damunt del bàcul en barra; el peu d'or, 4 pals de gules. Per timbre una corona mural de poble.

## Història
Va ser aprovat el 2 de setembre de 1992 i publicat al DOGC el 16 de setembre del mateix any amb el número 1645.
El bàcul i l'espasa són els atributs del patró del poble, sant Martí, bisbe i soldat. Les armes reials de Catalunya recorden que Avià fou repoblada per Guifre I de Barcelona.